# Lotus Exige

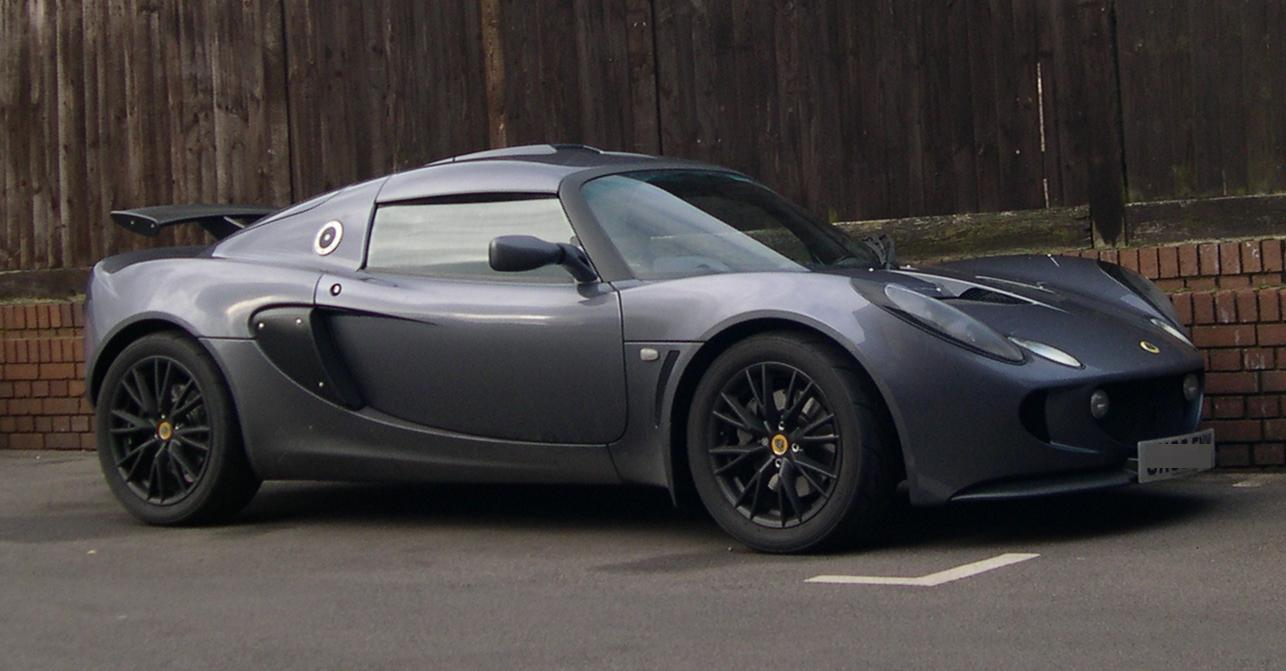
Lotus Exige

Lotus Exige är en tvåsitsig sportbil som sedan år 2000 tillverkas av Lotus. I grunden är den en coupéversion av Lotus Elise. 
Exige S1 tillverkades åren 2000 till 2002. Exige S2 kom först 2004 och tillverkades fram till och med 2011 där den ersattes av S3 Exige V6. Exige S1 har Rover K-serie 1800 cc VPHD (Very high Power Derivative) motor med 177 hp. De flesta har dock tillval eller uppgradering som ger 190 hp och bättre tomgång. Exige S1 väger 780 kg utan förare. Exige S2 har motor och växellåda från Toyota. Motorn Toyota 2zzge är utvecklad av Yamaha och har VVT (Variable Valve Timing) och effekten är 189 hk utan kompressor. Exige S2 väger 875 kg. Acceleration (0-60 mph) och toppfart är 4,6 (5,2) sekunder samt 135 (147) mph där S2 siffrorna är i parentes.